# Forcepia foresti
Forcepia foresti är en svampdjursart som beskrevs av Claude Lévi 1989. Forcepia foresti ingår i släktet Forcepia och familjen Coelosphaeridae. Inga underarter finns listade i Catalogue of Life.